# Goldflügel-Waldsänger

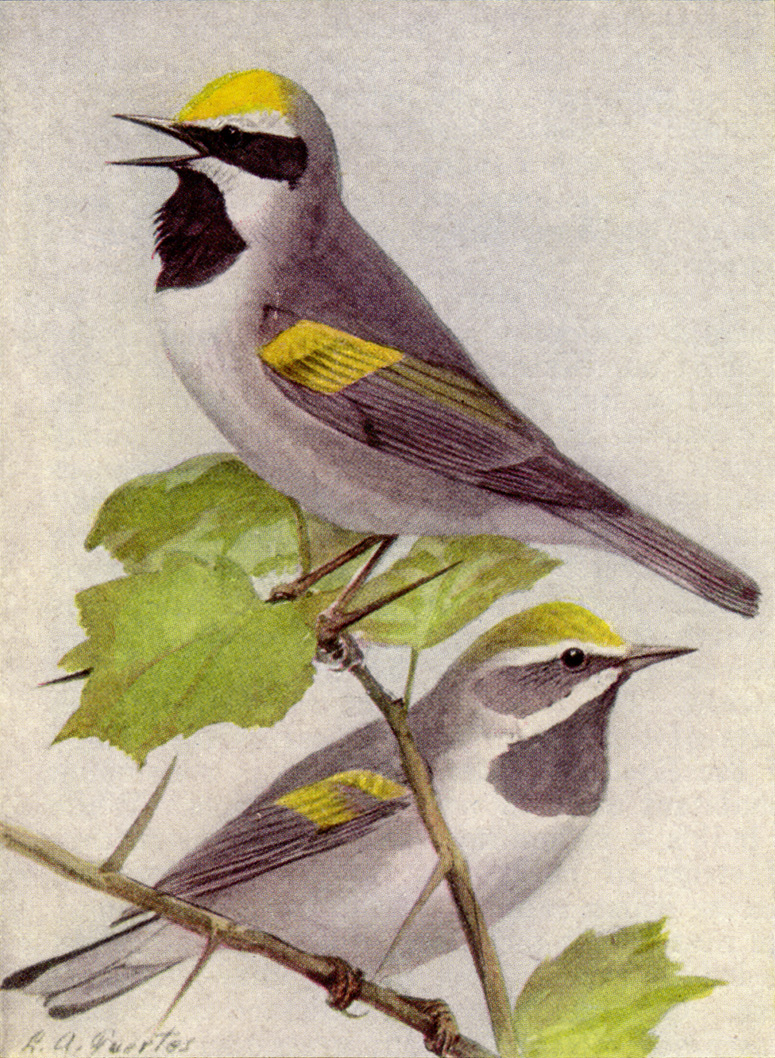
Goldflügel-Waldsänger, Illustration: Oben Männchen, unten Weibchen

Verbreitungsgebiet des Goldflügel-Waldsängers:
Brutgebiete
Überwinterungsgebiete

Der Goldflügel-Waldsänger (Vermivora chrysoptera) ist ein kleiner Vogel in der Familie der Waldsänger (Parulidae).
Im Brutkleid hat das Männchen ein graues Oberseitengefieder und ein weißes Unterseitengefieder. Auf der Krone ist das Gefieder gelb und auf den Flügeldecken befinden sich gelbe Flügelstäbe. Über den Augen verläuft ein nach hinten breit ausziehender schwarzer Streifen und der Kehlbereich ist ebenfalls schwarz. Bei dem Weibchen sind diese Stellen grau und es besitzt insgesamt ein stumpferes Federkleid.
Goldflügel-Waldsänger ernähren sich zum größten Teil von Insekten.
Nahe dem Boden in einem Busch oder direkt auf dem Boden wird ein schalenförmiges Nest erbaut. In das Nest legt das Weibchen vier bis fünf Eier.
Die Brutgebiete des Goldflügel-Waldsängers befinden sich im östlichen Nordamerika und im südlichen Kanada. Im Winter zieht er nach Südamerika und kommt auch als sehr seltener Gast in Westeuropa vor.
Wissenschaftler der University of California haben herausgefunden, dass sich am Verhalten der Goldflügel-Waldsänger Stürme bis zu zwei Tage vorhersagen lassen.